# Coregonus chadary
Coregonus chadary es una especie de pez de la familia Salmonidae en el orden de los Salmoniformes.

## Morfología
Los machos pueden llegar alcanzar los 60 cm de longitud total.

## Distribución geográfica
Se encuentra en Rusia.